# Papežská volba v roce 1061

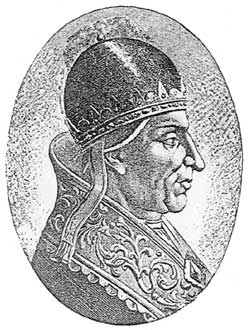
Zvolený papež Alexandr II.

Papežská volba v roce 1061 se konala 30. září 1061 v kostele San Pietro in Vincoli v Římě po smrti papeže Mikuláše II. V souladu s bulou Mikuláše II. nazvanou In nomine Domini byli poprvé v dějinách římskokatolické církve jedinými voliteli papeže pouze kardinálové třídy (ordo) kardinál-biskup. Dne 1. října 1061 byl v bazilice San Pietro in Vincoli zvolen papežem Anselmo de Baggio z Luccy, který zvolil jméno Alexandr II. Papež byl korunován za soumraku, protože odpor proti volbě znemožnil korunovaci ve svatopetrské bazilice.

## Volba

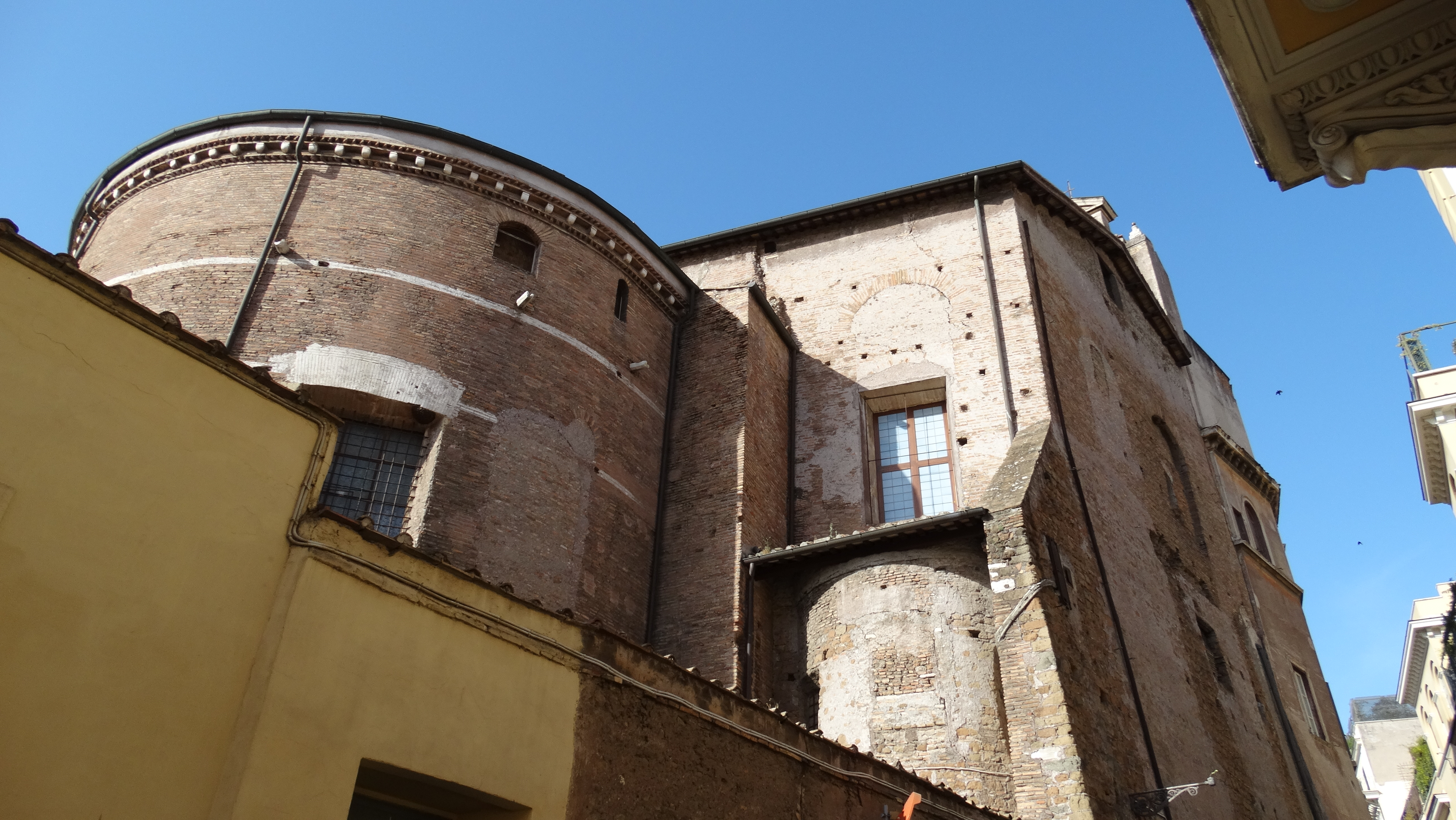
Kostel San Pietro in Vincoli v Římě

Anselmo měl podporu svého přítele kardinála Hildebranda, který stál za vyhlášením spisu In Nomine Domini, Godfreye III., vévody dolnolotrinského, budoucího papeže Řehoře VII. a velitele normanských vojsk Roberta Guiscarda, přítomných při volbě v rámci plnění záruky bezpečnosti, kterou Guiscard poskytl Mikuláši II. při jmenování vévodou Apulie a Kalábrie. Přestože byl Anselmo u německého dvora známý a uznávaný, o souhlas císaře Svaté říše římské s volbou se neucházel.
Skupina římských šlechticů a lombardských biskupů nespokojená s novým postupem, nechala Guiberta, královského kancléře Itálie, prosit Anežku z Poitou, císařovnu-regentku Jindřicha IV, císaře Svaté říše římské, aby jmenovala biskupa Pietra Cadala nástupcem Mikuláše II. Cadalo byl zvolen antipapežem Honoriem II. na synodě svolané do Basileje 28. října 1061, na níž nebyl přítomen žádný kardinál.
Antipapež Honorius II. pokračoval v tažení na Řím, porazil Alexandra II. a 14. dubna 1062 ovládl baziliku svatého Petra a její okolí. Zásah Godfreye III. přesvědčil Honoria II. a Alexandra II., aby se uchýlili do Parmy, respektive Luccy, a čekali na zprostředkování mezi Godfreym III. a císařským dvorem. Kolínský arcibiskup Anno II. však zosnoval státní převrat proti císařovně regentce. Anno jako regent svolal augsburský koncil (říjen 1062) a vyslal do Říma jako vyslance halberstadtského biskupa Burcharda II. Burchard očistil Alexandra II. od obvinění ze svatokupectví a uznal ho za nového papeže.
Alexandr II. exkomunikoval Honoria II. v roce 1063, ale po protisynodě se Honoriovi II. podařilo usadit se v Castel Sant'Angelo a další rok vést válku proti Alexandrovi II., načež opět uprchl do Parmy. Synoda v Mantově (31. května 1064) anathématizovala Cadala a prohlásila Alexandra II. za právoplatného papeže.

## Zúčastnění kardinálové
| Volitel               | Původ     | Titul                           | Zvolen            | Světící biskup | Poznámky              |
| --------------------- | --------- | ------------------------------- | ----------------- | -------------- | --------------------- |
| Bonifác, O.S.B.       | Apulie    | Kardinál-biskup z Albana        | před 1054         | Lev IX.        |                       |
| Pietro                |           | Kardinál-biskup z Tusculum      | před 1057         | Viktor II.     |                       |
| Giovanni              |           | Kardinál-biskup z Porto         | 1057              | Štěpán IX.     |                       |
| Petr Damián           | Ravenna   | Kardinál-biskup z Ostie         | 30. listopad 1057 | Štěpán IX.     | Budoucí učitel církve |
| Bernardo da Benevento | Benevento | Kardinál-biskup z Palestriny    | 1061              | Mikuláš II.    |                       |
| Mainardo of Pomposa   | Itálie    | Kardinál-biskup z Silva Candida | květen 1061       | Mikuláš II.    |                       |